# Mega Man X4
Mega Man X4 (jap. ロックマンX4 Rockman X4) – komputerowa gra platformowa pierwotnie wyprodukowana i wydana w 1997 roku przez firmę Capcom na platformy PlayStation, PC i Sega Saturn. Doczekała się redystrybucji w pierwszej połowie września 2014 jako część PSOne Classics wraz z grą Mega Man X5. Jest to pierwsza gra serii, w której można wybrać jedną z dwóch postaci: X i Zero.

## Fabuła
Akcja gry toczy się w XXII wieku. Na kilka miesięcy przed rozpoczęciem wydarzeń fabuły założona została organizacja o nazwie Repliforce dowodzona przez tzw. reploidy o imionach General i Colonel. Tego pierwszego odwiedza Sigma, który planuje wmówić Generalowi, że Łowcy są niebezpieczni i trzeba ich zniszczyć. General odmawia, ponieważ nie chce zdradzić ludzi. Później, miasto o nazwie Sky Lagoon zostaje zniszczone, przez co tysiące ludzi i reploidów ginie. Na miejsce katastrofy przybywa Colonel. X i Zero podejrzewają, że Repliforce stoi za tą katastrofą, ale Colonel zaprzecza. Wychodzi na jaw, że stał za tym reploid o imieniu Magma Dragoon. Następnie Repliforce ogłasza chęć utworzenia niezależnego państwa reploidów. Planują zniszczenie świata za pomocą stacji kosmicznej o nazwie Final Weapon.

## Rozgrywka
Jak w poprzednich grach, gracz musi pokonać 8 Mavericków (Web Spider, Magma Dragoon, Frost Warlus, Storm Owl, Jet Stingray, Slash Beast, Split Mushroom, Cyber Peacock) i zbierać 8 heart tanków rozmieszczonych po pierwszych ośmiu etapach. W przeciwieństwie do 3 poprzednich gier, liczba sub-tanków jest ograniczona do 2, a zarazem jest wprowadzony Weapon Tank i EX-Tank. Jako jedyna gra z tej serii, Mega Man X4 obsługuje full motion video (FMV). Gracz ma do wyboru 2 postacie: X i Zero. X może strzelać z dystansu i zbierać części do zbroi, natomiast Zero jest orientowany w broni białej. Jeśli gracz wybierze X, zostanie powitany przez Double, który, jak później się okaże, że jest agentem pracującym dla Sigmy. Natomiast, jeśli gracz wybierze Zero, Iris będzie jego nawigatorką, z którą Zero musi walczyć, ponieważ Zero zabił Colonel. X może używać broni zdobytej od mavericków (Rising Fire, Frost Tower itd.), a Zero uczy się technik, które mogą mu pomóc (Hienkyaku, Tenkuuha, itd). Jest to pierwsza gra z serii, w której można zbierać więcej niż jedną zbroję (Gracz może uzyskać Ultimate Armor za pomocą kodów) i debiut Black Zero (też za pomocą kodów). Zero, podobnie jak X, również miał posiadać Ultimate Armor, ale pomysł ten porzucono z nieznanych powodów.